# Sparta Prague Open 2013
Lo Sparta Prague Open 2013 è stato un torneo di tennis facente parte della categoria ITF Women's Circuit nell'ambito dell'ITF Women's Circuit 2013. È stata la 4ª edizione del torneo che si è giocata a Praga in Repubblica Ceca dal 13 al 19 maggio 2013 su campi in terra rossa e aveva un montepremi di $100,000.

## Partecipanti

### Teste di serie
| Nazionalità | Giocatrice       | Ranking* | Testa di serie |
| ----------- | ---------------- | -------- | -------------- |
| Rep. Ceca   | Klára Zakopalová | 20       | 1              |
| Rep. Ceca   | Lucie Šafářová   | 25       | 2              |
| Rep. Ceca   | Lucie Hradecká   | 57       | 3              |
| Germania    | Annika Beck      | 59       | 4              |
| Svezia      | Johanna Larsson  | 66       | 5              |
| Slovacchia  | Jana Čepelová    | 83       | 6              |
| Porto Rico  | Mónica Puig      | 88       | 7              |
| Giappone    | Misaki Doi       | 90       | 8              |

- Ranking al 6 maggio 2013.

### Altre partecipanti
Giocatrici che hanno ricevuto una wild card:
- Lucie Hradecká
- Anna Karolína Schmiedlová
- Kateřina Siniaková
- Tereza Smitková

Giocatrici che sono passate dalle qualificazioni:
- Gabriela Dabrowski
- Bernarda Pera
- Ana Vrljić
- Sandra Záhlavová

Giocatrici che hanno ricevuto un entry come special exempt:
- Barbora Záhlavová-Strýcová

## Vincitrici

### Singolare
Lucie Šafářová ha battuto in finale  Alexandra Cadanțu con il punteggio di 3–6, 6–1, 6–1

### Doppio
Renata Voráčová /  Barbora Záhlavová-Strýcová hanno battuto in finale  Irina Falconi /  Eva Hrdinová con il punteggio di 6–4, 6–0